# Макграт, Уильям
Уильям Макграт (англ. William McGrath; 11 декабря 1916—1991 или 1992) — британский и североирландский религиозный и общественно-политический деятель, сторонник ольстерских лоялистов, основатель ультраправой протестантской и антикатолической организации «Тара», член Оранжевого ордена и глава дома в детском доме для мальчиков Кинкора. Некоторое время его движение активно сотрудничало с Ольстерскими добровольческими силами, однако вскоре Макграт рассорился с её лидером Сэмюэлем Макклелландом после того, как последнему молодые подчинённые стали докладывать о педофильских наклонностях Макграта. В 1973 году группой британских военнослужащих было проведено независимое расследование, которое фактически подтвердило заявления ольстерских лоялистов, но расследованию так и не был дан ход. В 1981 году Макграт был признан виновным по 15 пунктам обвинения, среди которых были случаи сексуального насилия в отношении несовершеннолетних воспитанников детского дома Кинкора, и приговорён к 4 годам лишения свободы, в связи с чем был единогласно исключён из рядов Оранжевого ордена.

## Происхождение и семья
Уильям Макграт родился 11 декабря 1916 года в Белфасте в семье методистов, живших на Эрл-стрит (англ. Earl Street) в районе Сэйлортаун. Родители — Абрахам Макграт (англ. Abraham McGrath) и Джейн Макграт (англ. Jane McGrath, в девичестве Уоррингтон). Его супругой была англичанка Кейтлин, служившая в организации «Всемирный крестовый поход евангелизации»: оба жили в доме на Антрим-роуд, прежде чем переехать в Финаги. В браке родились трое детей — сыновья Уоррингтон и Харви Эндрю, дочь Элизабет Джин Фрэнсис. Макграты проживали в поместье в Финаги, которое получило название «Дом веры» (англ. Faith House): в нём размещался Центр христианского братства и ирландской эмансипации (англ. Christian Fellowship and Irish Emancipation Centre), основанный Макгратами в 1941 году, а в здании были предусмотрены комнаты для проживания молодых людей.

## Начало общественно-политической деятельности
Официально Макграт никогда не числился членом какой-либо религиозной организации или церкви, будучи представителем некоей отдельной группы евангельских христиан: Фрейзер Агнью объяснял это тем, что Макграт не хотел связывать себе руки правилами и законами какой-либо организации. Будучи уроженцем семьи методистов, в дальнейшем Макграт активно сотрудничал с пресвитерианскими церквями, подрабатывая парикмахером и продавцом ковров. Он был членом Оранжевого ордена и какое-то время занимал должность капеллана в Фернхиллской Оранжевой ложе (англ. Fernhill Orange Lodge). С конца 1940-х годов он состоял в рядах Ольстерской юнионистской партии, встретившись тогда впервые с Ианом Пейсли, а позже установил связь со множеством видных политиков, помогавших ложам Оранжевого ордена. Некоторое время он был делегатом партии, но серьёзной роли в политике тогда не играл.
В 1950-е и 1960-е годы Макграт читал проповеди и лекции в ложах Оранжевого ордена и домах молитвы, призывая к «святости жизни» и предрекая кровавую гражданскую войну в Северной Ирландии. В своих выступлениях он напрямую агитировал в поддержку идеологии ольстерского лоялизма, а также неоднократно утверждал, что Северная Ирландия находится на пороге хаоса, который может стать началом гражданской войны по вине «временного» крыла Ирландской республиканской армии, якобы насаждающего в стране враждебный христианству коммунизм. На тех же основаниях он считал угрозой и «официальное» крыло ИРА. Проведённое королевской полицией Ольстера расследование выяснило, что Макграт сумел установить связь с подпольными антикоммунистическими движениями в Восточной Европе и обеспечил ввоз в соответствующие страны не только экземпляров Библии, но и других священных книг и трудов на религиозную тематику.
Макграт неоднократно выступал с посланиями антикатолического содержания, называя монахинь и священников Римско-католической церкви «личной армией» папы римского и обвиняя иезуитов в умышленном уничтожении ольстерской протестантской культуры. В соответствии с убеждениями Макграта, до XII века в Ирландии существовала некая местная форма кельтского христианства, пока ей не положило конец вторжение англичан под руководством короля Генриха II Плантагенета, к которому его подталкивал папа римский Адриан IV. Макграт утверждал, что место кельтской церкви в Ирландии заняла деградирующая римская церковь. Таким образом, к его убеждениям добавлялся некий всеирландский охват, в чём-то противоречивший идеологии тех политических кругов, в которых он обращался. Макграт настолько ненавидел католичество, что неоднократно требовал запретить деятельность Римско-католической церкви и закрыть все её образовательные учреждения: в стране, по его мнению, главным направлением христианства должен был быть протестантизм.

## Движение «Тара»
В середине 1960-х годов некоторые из ближайших последователей Макграта, в том числе и Гарленд, стали собираться в доме номер 15 на Веллингтон-парк (с 1960 года Макграт проводил собрания на Мэлоун-Роуд) вместе со старшими руководителями Оранжевого ордена. Все они объединились в группу, которая носила название «Ячейка» (англ. Cell): её образование произошло в 1965 или 1966 году. В этом же движении состоял и будущий депутат североирландского парламента Клиффорд Смит, которого в то время привлекали яростные антикатолические воззвания Макграта. Под влиянием лоялистской риторики в движение стали активно вступать молодые юнионисты, придерживавшиеся праворадикальных взглядов. Для чтения проповедей Макграт приглашал амбициозных и умных представителей среднего класса: те проводили очень мало времени со своей семьёй, но их новое положение Макграт сравнивал с жизнью монахов в монастырях Ирландии. Себя он представлял в качестве некоего учителя, владеющего тайным знанием. По свидетельствам очевидцев, он был умным человеком, чётко выражавшим свои мысли, и нередко помогал своим ученикам развивать конкретные навыки и умения.
«Ячейка» распространяла на протестантскую аудиторию свои воззвания и заявления, в которых было больше политической составляющей, чем религиозной (по сравнению с ранними выступлениями Макграта). Она требовала от юнионистов и лоялистов не поддерживать умеренного Теренса О'Нила, а выступить в поддержку его противника, радикально настроенного Иана Пейсли. Между самими Макгратом и Пейсли были разногласия в связи с тем, что Пейсли постоянно совершал нападки на протестантские церкви за их либеральные взгляды, но при этом Макграт восхищался тем, как Пейсли мобилизовал мужское население, и даже вступил в его Конституционный комитет обороны Ольстера. Макграт при своём сотрудничестве с Пейсли не состоял в его Свободной пресвитерианской церкви Ольстера, хотя ирландский журналист Мартин Диллон утверждал обратное, а двое детей Макграта венчались в Мемориальной церкви мучеников Пейсли (англ. Paisley's Martyrs Memorial Church).
По мнению Диллона, в 1964 или 1965 году под влиянием Макграта группа высокопоставленных лоялистов приняла решение воссоздать Ольстерские добровольческие силы, в начале века участвовавшие в борьбе против ирландцев: это произошло на фоне постоянно проводившихся манифестаций ирландских националистов, которые всячески напоминали о жертвах расстрела Пасхального восстания 1916 года. В 1966 году Макграт выпустил серию листовок в защиту лидера этого движения Гасти Спенса, которого обвиняли в убийстве двух католиков. В листовках утверждалось, что оба убитых были активными деятелями коммунистического движения, а Ольстерские добровольческие силы якобы были созданы членами Ольстерской юнионистской партии при участии политика Джима Кидфеддера. Цель распространения подобных листовок заключалась не только в том, чтобы оставить пятно на репутации главной юнионистской партии Северной Ирландии, но и отвести критику в адрес Пейсли, которого в то время многие связывали с Ольстерскими добровольческими силами.
В ноябре 1966 года Макграт преобразовал «Ячейку» в организацию под названием «Тара», выбрав для неё подобное название, чтобы отразить собственную веру в ирландские корни его политико-религиозной миссии, а также рассчитывая в будущем с помощью этой организации создать собственную сеть среди юнионистов. Движение «Тара» пропагандировало не столько ольстерскую, сколько ирландскую самоидентификацию, при этом считая католическую церковь «дьявольщиной» и активно призывая к её уничтожению, а также настаивая на подчинении всех протестантов именно движению евангельских христиан. Макграт поддерживал идею британского израилизма, в соответствии с которой англо-кельтские племена считались потомками десяти потерянных колен Израилевых, а королеву Елизавету II называл прямым потомком царя Давида. По мнению Макграта, Ирландия должна была полностью находиться под властью британской короны, а Северная Ирландия должна была стать оплотом протестантизма, с которого началось бы духовное возрождение Британских островов. Девизом «Тары» было изречение «Мы держим Ольстер, чтобы можно было спасти Ирландию и возродить Великобританию» (англ. We hold Ulster that Ireland might be saved and Britain reborn). В 1968 году Макграт вышел из состава Фернхиллской Оранжевой ложи, обвинив её в недостаточной борьбе против экуменизма, а чуть позже основал ложу под названием «Умеренная ложа святой Марии 1303» (англ. St Mary's Temperance Lodge 1303), переименованную в 1970 году в «Наследие Ирландии» (англ. Ireland's Heritage).

## Союз с Ольстерскими добровольческими силами
В то время, когда лидером Ольстерских добровольческих сил был Сэмюэль Макклелланд, Макграт предпринял попытку сближения с этой организацией. К лету 1969 года влияние его группировки за счёт связей с Ольстерскими добровольческими силами значительно выросло, и он даже закупил полиграфическое оборудование для изготовления плакатов, листовок и новостных бюллетеней. «Тара» продолжала обращаться к протестантам с призывом раздобыть оружие для предстоящей войны против католиков. Несмотря на то, что её политические взгляды почти целиком и полностью совпадали с идеологией Ольстерских добровольческих сил и Ассоциации обороны Ольстера, Макграт публично отрицал какую-либо связь «Тары» с этими организациями
Одним из первых последователей Макграта был ольстерский лоялист Рой Гарленд, уроженец Шенкилл-Роуд, который утверждал, что на первой встрече Макграт всячески намекал ему на достоинства однополых отношений и даже пытался его совратить. В дальнейшем члены «Тары» стали сообщать, что во время обсуждения эмоциональных проблем Макграт стал чаще домогаться своих учеников и вымогать у них финансовые средства. Несмотря на поначалу тесное сотрудничество «Тары» и Ольстерских добровольческих сил, подчинённые Макклеланда стали всё чаще ему сообщать о гомосексуальных и педофильских склонностях Макграта. Они уверяли, что он активно приглашал в своё движение молодых радикально настроенных лоялистов, лишь прикрываясь своими связями с Ольстерскими добровольческими силами, а затем растлевал молодёжь. В ходе очного разговора Макклелланд прямо обвинил Макграта во всём перечисленном, но тот отверг все обвинения. Тем не менее отношения между «Тарой» и Ольстерскими добровольческими силами в итоге были разорваны, а Макклелланд сжёг книгу «Тары», где были записаны имена всех членов Ольстерских добровольческих сил, вступивших в организацию Макграта. Как позже выяснила британская армия, Макграт в знакомстве с учениками называл себя руководителем некоей организации евангельских христиан, которой на самом деле не существовало. Гарленд ушёл из движения в 1971 году.

## После разрыва с Ольстерскими добровольческими силами
Согласно журналисту Мартину Диллону, Макграт оказывал большое влияние на Чарльза Хардинга Смита, вдохновив его создать в 1971 году Ассоциацию обороны Ольстера. Предполагалось, что та успешно заменит расформированную годом ранее Специальную полицию Ольстера. Среди лоялистов стали распространяться листовки с призывом объединить все группы мстителей (такие, как Ассоциация обороны Шенкилла и Ассоциация обороны Вудвейла) в единое движение. По данным Криса Мура, текст этого документа, который позволил Ассоциации обороны Ольстера набрать силу, был фактически написан Макгратом. В то же время он полагает, что кураторы Макграта из MI5 дали ему указание составить этот текст, рассчитывая с помощью Ассоциации обороны Ольстера взять под контроль некоторые недовольные группы лоялистов.
Влияние Макграта в Ассоциации обороны Ольстера, по мнению Диллона, было продемонстрировано судьбой Эрни Эллиота — одного из лидеров Западно-Белфастской бригады, который был убит другим членом Ассоциации на заре её существования. Диллон утверждает, что кураторы из спецслужб дали Макграту распоряжение очернить Эллиота и выставить его человеком, который тайно сотрудничал с коммунистами и якобы пытался найти поддержку у «официального» крыла ИРА. Исходя из этого, Макграт стал распространять слухи о том, что Эллиот сколотил себе состояние за счёт рэкета и крышевания питейных заведений, и это якобы привело его к гибели. В принципе, Макграт проводил кампании по дискредитации лидеров ольстерских лоялистов в тех случаях, когда в их публичных заявлениях мелькали хоть какие-то симпатии к идеологии социализма. При помощи Макграта лоялистские организации выявляли своих членов, которые подозревались в какой-либо поддержке идеологии марксизма, и попросту убивали их, сваливая на них вину в сотрудничестве с «официальным» крылом ИРА, в рядах которого было много сторонников марксизма. По доносам Макграта со своими соратниками расправлялись и Ольстерские добровольческие силы, и Ассоциация обороны Ольстера.
Организация «Тара» не участвовала никоим образом в каких-либо акциях с применением оружия или взрывчатки, как это делали Ассоциация обороны Ольстера и Ольстерские добровольческие силы, однако продолжила своё существование и в 1970-е годы. В 1974 году Макграт приобрёл партию винтовок, пистолетов-пулемётов и боеприпасов у радикально настроенного протестантского движения из Нидерландов, с членами которого он был хорошо знаком: приобретённое оружие лоялисты должны были использовать в случае наступления «судного дня», которое он постоянно пророчил. Также Макграт намеревался установить контакт с Родезией, для чего отправил туда двух членов своей организации, которые должны были вступить в армию Родезии. Ещё несколько человек отправились в Южную Африку, где они должны были создать канал контрабанды оружия для нужд Ассоциации обороны Ольстера и Ольстерского сопротивления (хотя сам Макграт не был причастен к этой схеме, а свою работу она начала уже после его заключения под стражу). Британские военные также предполагали, что Королевская полиция Ольстера могла тайно сотрудничать с людьми Макграта: тот передавал полиции сведения о республиканцах, в обмен на что полицейские, которые якобы сами посещали собрания «Тары», снабжали его людей оружием, передавая Макграту конфискованное у гражданских лиц огнестрельное оружие.

## Возможные связи со спецслужбами
Мартин Диллон неоднократно высказывал предположения о том, что Макграт был завербован разведслужбами. В книге «Бог и оружие: церковь и ирландский терроризм» (англ. God and the Gun: The Church and Irish Terrorism) он утверждал, что Макграт был завербован MI6 ещё в середине 1950-х годов: он должен был отслеживать активность Ирландской республиканской армии, а с 1960-х годов докладывал своему руководству о развитии взглядов на социализм в рядах ИРА. По версии Диллона, вербовке могли способствовать антикоммунистические взгляды Макграта, который считал «официальное» крыло ИРА серьёзной угрозой не только для Великобритании, но и для всего мира из-за марксистских взглядов повстанцев. В дальнейшем Макгратом заинтересовались MI5 и британская военная разведка, которые использовали его для борьбы против тех или иных политических сил. В книге под названием «Грязная война» (англ. Dirty War) Диллон утверждал, что MI5 могла завербовать Макграта в 1960-е годы, поскольку он хорошо знал структуру лоялистских группировок в Северной Ирландии.
Писатели Генри Макдональд и Джим Касак предполагали, что Макграт стал сливать информацию о лоялистах спецслужбам только после того, как MI5 начали его шантажировать обнародованием сведений о его педофильских склонностях: спецслужбы знали о них, но никаких действий в этом плане не предпринимали. Журналист Джозеф де Бурка утверждал, что таким образом MI5 и MI6 завербовали большое количество видных юнионистских политиков и лидеров лоялистских военизированных и террористических группировок, рассчитывая заполучить с их помощью ценную информацию о лоялистском движении, однако ради сохранения подобных агентов они даже закрывали глаза на некоторые их преступления. Крис Мур также утверждал, что передача Макгратом книг религиозного содержания в страны соцлагеря также привлекла внимание MI6, поскольку там захотели использовать это для передачи в Восточную Европу пропагандистских материалов, спрятанных внутри экземпляров Библии. Со слов Мура, в начале 1970-х годов им уже занималась только MI5.

## Скандал в детском доме Кинкора

### Расследование Уоллеса
В 1971 году Макграт устроился на работу в детский дом Кинкора в Восточном Белфасте, став там главой дома и учителем. В этом детдоме проживали мальчики от 15 до 18 лет, которые были выходцами из крайне неблагополучных районов. Начиная с 1958 года, в общественности стали распространяться слухи о сексуальных домогательствах в отношении воспитанников и случаях их изнасилования со стороны персонала. Как позже выяснилось, в этом принимал участие и Макграт, который угрожал расправой тем подросткам, которые не будут выполнять его требования. В изнасилованиях также участвовали его друзья, среди которых был Джон Маккиг — член Свободной пресвитерианской церкви Ольстера, влиятельный деятель Ассоциации обороны Шенкилла и один из основателей движения «Коммандос Красной Руки». На встречах в детдоме оба также обсуждали возможность купли-продажи оружия для собственных группировок. Одному из воспитанников детдома, некоему Джеймсу Миллеру, Макграт открыто рассказывал о своих сексуальных извращениях. В то же время никаких подтверждений в прессе подобным слухам так и не появлялось.
Капитан Британской армии Колин Уоллес, специализировавшийся на психологических операциях, был одним из первых, кто попытался проверить правдивость слухов о наличии некоей подпольной сети в Северной Ирландии, связанной с нарушениями прав детей. В ходе его расследования, которое датировалось 1973 годом, ему оказывали поддержку несколько высокопоставленных военнослужащих, в том числе и генерал Питер Ленг; также в расследовании участвовал бывший редактор газеты The Irish Times и сотрудник Департамента информационных исследований Хью Муни. Британская армия собрала большое количество информации о лоялистах, и в том же 1973 году несколькими высокопоставленными военнослужащими был подготовлен специальный документ о деятельности группировки «Тара», который Колин Уоллес показал представителям прессы: армия рассчитывала не только покончить с деятельностью группировки, но и добиться от прессы того, чтобы она поведала общественности правду о преступлениях в отношении воспитанников детдома Кинкора, к которым был причастен Макграт. В документе были названы имена его сообщников по движению и людей, которые знали о педофильских склонностях Макграта. Согласно данным Хью Муни, автором изначального текста был Майк Каннингем, а Уоллес доработал окончательный вариант в штабе британских войск в Лисберне. Идею организовать брифинг для журналистов предложил Питер Бродерик, начальник Уоллеса в штабе группировки британских войск в Северной Ирландии в 1973—1974 годах, который в 1990 году дал интервью журналистам Полу Футу из The Daily Mirror и Барри Пенроузу из The Sunday Times, назвав себя автором документа. У Уоллеса сохранилась копия документа: когда журналисты показали её Бродерику, то он даже указал на несколько пометок, которые сделал собственной рукой.
Уоллес указал в документе не только обвинения, которые выдвигались в отношении Макграта, но и имена его знакомых, которые прекрасно знали об изнасилованиях воспитанников. Список был перечислен в конце документа: в него вошли гроссмейстер Белфастский Оранжевой ложи Томас Пассмор, лидер Демократической юнионистской партии Иан Пейсли, депутат британского парламента преподобный Мартин Смит, лидер Ольстерской юнионистской партии Джеймс Молинью и депутат британского парламента сэр Нокс Каннингем. В ходе расследования также выяснилось, что в группировке «Тара» было очень много сторонников Пейсли. Служащая церкви Валери Шоу (англ. Valerie Shaw) в том же 1973 году отдельно попыталась проверить наличие каких-то политических связей Макграта с Ианом Пейсли, но большинство политиков-юнионистов к концу 1970-х годов уже прекратили поддерживать любые отношения с Макгратом. Однако попытка Британской армии и прессы немедленно добиться возбуждения дела против Макграта потерпела неудачу, поскольку ей воспрепятствовали MI5 и MI6, не желавшие терять такого ценного сотрудника, как Макграт: сокрытие от общественности правды о детдоме Кинкора было выгодно британским спецслужбам. Многие из людей упомянутых в документе Уоллеса, в той или иной степени сотрудничали с MI5 и MI6: обычно видных политиков и лидеров лоялистских военизированных организаций спецслужбы шантажировали, пользуясь их педофильскими склонностями и предлагая им «клиентов», и затем добивались от них сотрудничества в обмен на то, что компрометирующая информация не будет разглашена спецслужбами. Джозеф де Бурка утверждал, что столкновение интересов группы британских военных в лице Уоллеса и руководства MI5 привело к тому, что Уоллеса уволили из рядов Британской армии, а Бродерика лишили одного из постов в Министерстве обороны. В целом, по словам капитана британской военной разведки и сотрудника MI5 Брайана Джеммелла, спецслужбы прекрасно были осведомлены о случаях изнасилования в детдоме, однако делали для публики заведомо ложные заявления о том, что об этих событиях им ничего не было известно.

### Арест и суд
Несмотря на увольнение Уоллеса и Бродерика, группа журналистов, которая ознакомилась с брифингом Уоллеса или даже увидела ценный документ, продолжила попытки установления истины. Так, журналист газеты The Sunday Mirror Кевин Даулинг в том же году отправил своему начальству телекс, в котором сообщалось о том, что Макграт не только возглавлял «Тару», но и был педофилом, совращавшим молодых протестантов. 13 марта 1977 года в газете The Sunday Times появилась заметка Дэвида Бланди «Тайная война армии в Северной Ирландии» (англ. The Army’s Secret War in Northern Ireland), в которой сообщалось о состоявшемся брифинге Британской армии в 1974 году. Однако, по словам газеты, на этом брифинге было заявлено о существовании «Тары» и связи её членов с Ианом Пейсли, а также лишь мельком упоминалось о наличии педофила в движении. Ушедший из «Тары» Рой Гарленд также заинтересовался слухами о Макграте и затратил много времени, чтобы выяснить правду о своём бывшем наставнике.
24 января 1980 года полиция начала расследование дела о сексуальных домогательствах к несовершеннолетним воспитанникам детского дома Кинкора: по делу об изнасилованиях были арестованы Макграт и ещё пять сотрудников детдома. В статьях, связанных с уголовным делом в отношении Макграта, пресса называла последнего «Кинкорским чудовищем». Было установлено, что у Макграта были близкие отношения с разными представителями британской политической элиты, среди которых были сотрудник MI5 и искусствовед Энтони Блант, а также собственно сэр Нокс Каниннгем, общий знакомый Макграта и Бланта. Каниннгем финансировал деятельность Фернхиллской ложи, в которой когда-то служил Макграт, а Молинью в своё время пытался выяснить причину ухода из рядов «Тары» одного из лоялистов. Пока продолжалось следствие, Макграт сохранял свою должность и влияние в собственной ложе Оранжевого ордена «Наследие Ирландии», а в октябре 1981 года он был даже переизбран её секретарём. Однако к тому моменту в ложе, которую Макграт стремился сделать всеирландской протестантской ложей Оранжевого ордена, только три человека посещали ежемесячные собрания.
В декабре 1981 года Макграт предстал перед судом. Председатель суда сэр Энтони Харт в ходе следствия ознакомился с документом армейского брифинга 1973 года и признал его подлинным, хотя, по словам Джозефа де Бурка, суд любыми способами пытался представить утверждения Уоллеса несостоятельными и не пытался проверять связи Макграта с указанными в тексте брифинга политиками.. Адвокат подсудимого Дезмонд Боул потребовал от суда ещё раз зачитать список обвинений, которые выдвигались в отношении Макграта. Тот признал себя виновным по обвинениям в пяти случаях сексуальных домогательств, двух случаях гомосексуального поведения и восьми случаях изнасилования, а суд приговорил его к 4 годам тюрьмы. В тюрьму также попали надзиратель Джозеф Мэйнс, получивший 5 лет тюрьмы, и помощник надзирателя Рэймонд Сэмпл, приговорённый к 6 годам тюрьмы. В 2014 году один из пострадавших воспитанников, Клинт Мэсси (англ. Clint Massey), потребовал провести повторное расследование событий в детдоме Кинкора на правительственном уровне, поскольку не все виновные были привлечены к уголовной ответственности: с его слов, Макграт был не более чем посредником.

## Последние годы жизни
В январе 1982 года, будучи в заключении, Макграт направил письмо в ложу «Наследие Ирландии» с просьбой об отставке, однако на следующей же встрече получил отказ. Более того, тогда же была запущена процедура исключения Макграта из рядов ложи. На встрече присутствовал его сын Уортингтон Макграт (англ. Worthington McGrath), а решение об исключении Макграта из ложи было принято единогласно. Ложу расформировали через месяц в связи с тем, что её репутация была разрушена действиями Макграта. Более того, арест и осуждение Макграта сильно ударили по репутации знакомого с ним Иана Пейсли, который на предвыборных кампаниях неоднократно выступал с лозунгом «Спасите Ольстер от содомии» (англ. Save Ulster from sodomy) — общественность и пресса не простили политику былых связей с Макгратом.
Макграт был освобождён в декабре 1983 года, отсидев в тюрьме два года, и поселился в Баллихальберте (графство Даун). Он пытался восстановить своё членство в Оранжевом ордене, но получал отказ за отказом; в то же время он всячески продолжал распространять листовки в поддержку своих убеждений, утверждая, что уголовное дело против него сфабриковали британские спецслужбы и лоялисты из враждебных организаций. По разным источникам, Макграт умер в 1991 или 1992 году.